# بسای سور آلیر
بسای سور آلیر (به فرانسوی: Bessay-sur-Allier) یک کمون در فرانسه است که در canton of Neuilly-le-Réal واقع شده‌است. بسای سور آلیر ۳۴٫۶ کیلومتر مربع مساحت دارد ۲۲۰ متر بالاتر از سطح دریا واقع شده‌است.